# كيفن ديكسون
كيفن ديكسون (بالإنجليزية: Kevin Dixon)‏ (27 يوليو 1960 في المملكة المتحدة - ) هو لاعب كرة قدم بريطاني في مركز الهجوم. لعب مع سكونثورب يونايتد ونادي كارلايل يونايتد ونادي هارتلبول يونايتد ونادي يورك سيتي ونادي سكاربورو ونادي غيتزهد ونيوكاسل بلوستار ‏ وAnnfield Plain F.C. ‏ وHebburn Town F.C. ‏ وتولو تاون ‏.